# Vígla Pissodéri
Vígla Pissodéri (en grec moderne : Βίγλα Πισοδέρι) est une station de ski de Grèce aménagée sur les pentes des montagnes de Verno et de Varnous, à 19 km à l'ouest de la ville de Flórina, en Macédoine de l'Ouest.

## Domaine skiable
Le domaine skiable est entretenu par une unique dameuse. Il s'agit de l'une des plus anciennes stations du pays, sa première remontée mécanique ayant été installée en 1967. La piste principale est également éclairée pour permettre la pratique du ski nocturne entre 21h et 01h, chaque weekend et en périodes de vacances.
Le télésiège de 2 km, qui relie le village de Pissoderi au sommet du domaine, est la plus longue remontée des Balkans. Fait unique en Grèce, il s'agit aussi de la seule liaison de ce type entre un village et sa station.
La saison se termine généralement en mars.
Une vue directe sur le lac Prespa est permise depuis le domaine.